# Larousse élémentaire illustré
Der Larousse élémentaire illustré war ein Wörterbuch der französischen Sprache mit einem angehängten kleinen enzyklopädischen Nachschlagewerk in einem Band. Er erschien ab 1914 im Verlag Larousse. Sein späterer Titel lautete: Nouveau Larousse élémentaire.

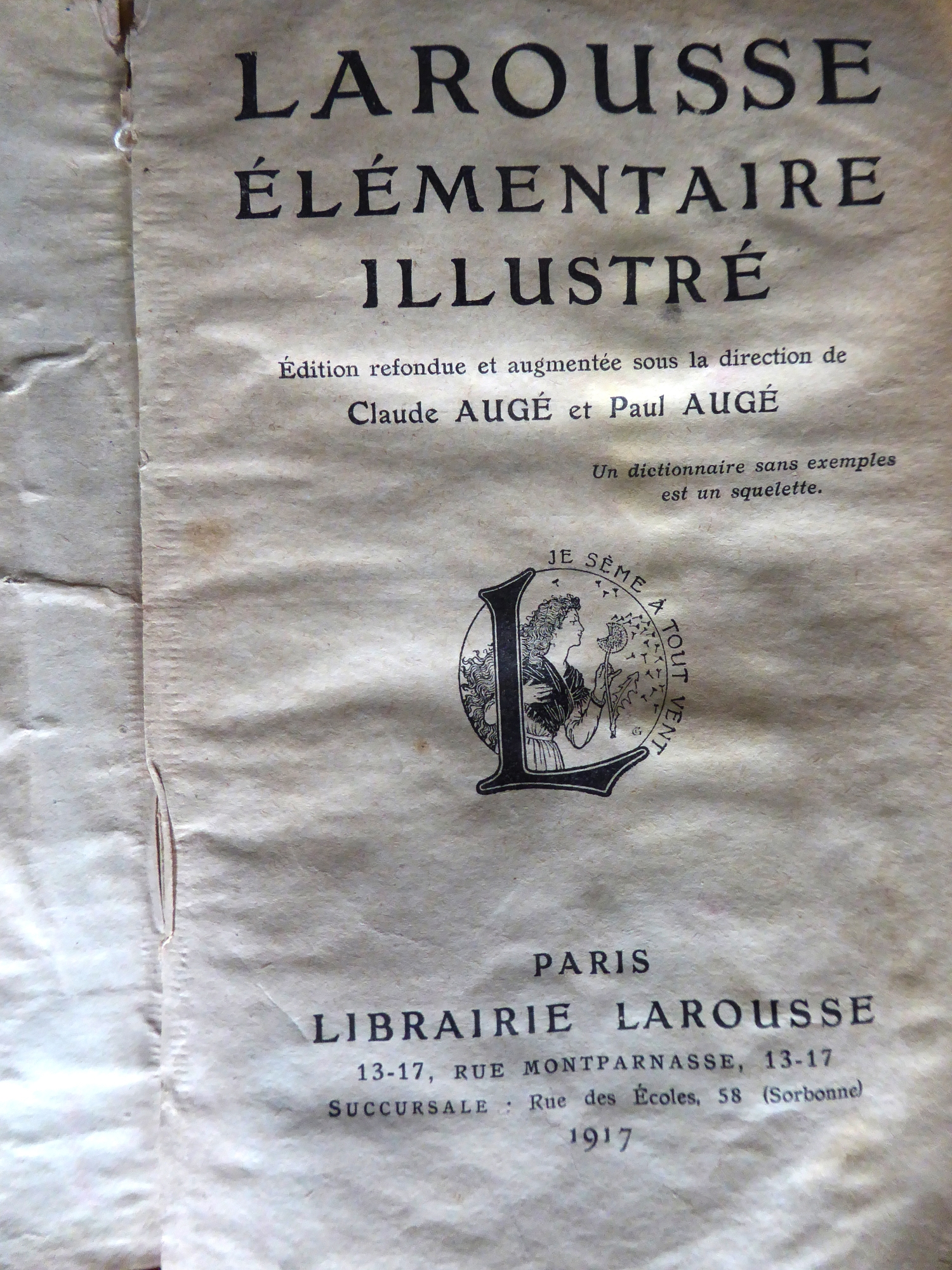
Larousse élémentaire illustré, 1917

## Geschichte
Claude Augé, Herausgeber des Nouveau Larousse illustré in 7 Bänden (1897–1903), der eine preiswertere und auf das Wesentliche beschränkte Kurzausgabe des einbändigen Petit Larousse illustré (1905) anstrebte, verwirklichte sie 1914 zusammen mit seinem Sohn Paul Augé im Larousse élémentaire illustré (1275 Seiten), der mehr als 160 Auflagen erreichte. Ab 1956 wurde er unter dem Titel Nouveau Larousse élémentaire zunehmend auf die Bedürfnisse der französischen Elementarschule zugeschnitten und in dieser Funktion bis 1987 verlegt. 1960 veranstaltete der Verlag Langenscheidt unter dem Titel Larousse élémentaire à l’usage des Allemands eine Ausgabe für deutsche Schüler, die in mehreren Auflagen bis 1998 verlegt wurde.